# Alexandre Dumas
Alexandre Dumas (Villers-Cotterêts, 24 de julho de 1802 – Puys, 5 de dezembro de 1870) foi um romancista e dramaturgo francês. Conhecido como Alexandre Dumas, Pai, escreveu os livros Os Três Mosqueteiros e O Conde de Monte Cristo, clássicos do romance de capa e espada de grande aceitação popular. Nasceu na região de Aisne, próximo a Paris. Era neto do marquês Alexandre Antoine Davy de la Pailleterie e de uma escrava (ou liberta, não se sabe ao certo) negra, Marie-Césette Dumas. Seu pai foi Thomas Alexandre Davy de la Pailleterie, mais conhecido como General Dumas, grande figura militar de sua época que nasceu em Saint-Domingue (atual Haiti).

## Carreira literária
Enquanto trabalhava em Paris, Dumas começou a escrever artigos para revistas e também peças para teatro. Em 1829, foi produzida sua primeira peça, Henrique III e sua Corte, alcançando sucesso de público. Na revolução que depôs o rei Carlos X de França e substituiu-o no trono pelo ex-patrão de Dumas, o Duque d'Orléans, que governaria com o nome de Luís Filipe de França, alcunhado de Rei Cidadão.
Até meados da década de 1830, a vida na França permaneceu agitada, com tumultos esporádicos em busca de mudanças promovidas por republicanos frustrados e trabalhadores urbanos empobrecidos. À medida que a vida retornava lentamente à normalidade, o país começava a se industrializar e, com uma economia em crescimento combinada com o fim da censura à imprensa, a vida recompensou as habilidades de escritor de Alexandre Dumas.
Após escrever mais algumas peças de sucesso, passou a se dedicar aos romances. Apesar de ter um estilo de vida extravagante e sempre gastar mais do que ganhava, Dumas provou ser um divulgador astuto. Com a alta demanda dos jornais por romances seriados, em 1838 simplesmente reescreveu uma de suas peças para criar sua primeira série em romance. Intitulada "O Capitão Paulo" (em francês Le Capitaine Paul) levou-o a criar um estúdio de produção que lançou centenas de histórias, todas sujeitas à sua apreciação pessoal.
Em 1840, casou-se com uma atriz, Ida Ferrier, mas continuou a manter seus casos com outras mulheres, sendo pai de pelo menos três filhos fora do casamento. Um desses filhos, que recebeu o seu nome, seguiria seus passos na carreira de novelista e escritor de peças teatrais. Por causa do mesmo nome e da mesma profissão, para distinguir um do outro, um é chamado Alexandre Dumas pai (Alexandre Dumas, père) e o outro Alexandre Dumas, filho (em francês, Alexandre Dumas, fils).
Alexandre Dumas, pai, escreveu romances e crônicas históricas com muita aventura que estimulavam a imaginação do público francês e de outros países nos idiomas para os quais foram traduzidos. Alguns destes trabalhos foram:
- O Conde de Monte Cristo
- Os Irmãos Corsos
- Série de romances históricos,[4] Crimes Célebres (Les crimes célèbres — 1839–40):[5]
  - Volume I: Os Cenci — 1598; Madame de Brinvilliers — 1676; Karl Ludwig Sand — 1819 e Marier Stuart — 1587
  - Volume II: Marie Stuart e A marquesa de Ganges — 1667
  - Volume III: A marquesa de Ganges; Murat — 1815 e Os Borgia — 1492–1507
  - Volume IV: Os Borgia — 1492–1507 (Segunda parte); Urbain Grandier — 1634 e Vaninka — 1800–1801
  - Volume V: Massacres do Sul — 1551–1815 (Primeira parte)
  - Volume VI: Massacres do Sul — 1551–1815; A condessa de Saint-Germain; Joana de Napoles — 1343–1382 e Nisida — 1825
  - Volume VII: Nisida — 1825 (Segunda parte); Derues; Martin Guerre e Ali Pacha
  - Volume VIII: Ali Pacha (Segunda parte); O Constantino — 1660 e O homem da máscara de ferro
- Os romances de D'Artagnan:
  - Os Três Mosqueteiros (Les Trois Mousquetaires — 1844)
  - Vinte anos depois (Vingt Ans Après — 1845)
  - O Visconde de Bragelonne (Le Vicomte de Bragelonne — 1847) — (do qual faz parte O Homem Com a Máscara de Ferro)
- Os romances Valois:
  - A Rainha Margot (1845)
  - A Dama de Monsoreau (1846)
  - Os Quarenta e Cinco (1847)
- Memórias de um Médico
  - Joseph Balsamo (1849)
  - O Colar da Rainha (1850)
  - A Tulipa Negra (1850)
  - Ange Pitou (1851)
  - A Condessa de Charny (1853)
  - O Cavaleiro de Maison-Rouge (1854)
  - O Castelo de Eppstein
- Memórias de Garibaldi (1860)

Seu trabalho como escritor lhe rendeu muito dinheiro, porém Dumas vivia endividado por conta de seu alto gasto com mulheres e de seu estilo de vida. O grande e dispendioso château que construiu estava constantemente cheio de pessoas estranhas que se aproveitavam de sua generosidade. Com a deposição do rei Luís Filipe após uma revolta, não foi visto com bons olhos pelo presidente recém-eleito, Napoleão III, e em 1851 Dumas teve que ir embora para Bruxelas para fugir de seus credores. Dali viajou à Rússia, onde o francês era a segunda língua falada e suas novelas também eram muito populares.
Dumas passou dois anos na Rússia antes de se mudar em busca de aventuras e inspiração para mais histórias. Em março de 1861, o reino da Itália foi proclamado, com Vítor Emanuel II como rei. Nos três anos seguintes, Alexandre Dumas se envolveria na luta pela unificação da Itália, retornando a Paris em 1864.

## Reconhecimento póstumo
Sepultado no local onde nasceu, o corpo de Alexandre Dumas ficou no cemitério de Villers-Cotterêts até 30 de novembro de 2002. Sob as ordens do presidente francês Jacques Chirac, seu corpo foi exumado e, numa cerimónia televisiva, seu novo caixão, carregado por quatro homens vestidos como os mosqueteiros Athos, Porthos, Aramis e D'Artagnan, foi transportado em procissão solene até o Panteão de Paris, o grande mausoléu onde grandes filósofos e escritores da França estão sepultados.
Em seu discurso, o presidente Chirac disse: "Contigo, nós fomos D'Artagnan, Monte Cristo ou Balsamo, cavalgando pelas estradas da França, percorrendo campos de batalha, visitando palácios e castelos -- contigo, nós sonhamos." Numa entrevista após a cerimônia, Chirac reconheceu o racismo que existiu, dizendo que um erro agora foi reparado, com o sepultamento de Alexandre Dumas ao lado dos companheiros autores Victor Hugo e Voltaire.
A honraria reconheceu que, apesar de a França ter produzido vários grandes escritores, nenhum deles foi tão lido quanto Alexandre Dumas. Suas histórias foram traduzidas em quase 100 idiomas e inspiraram mais de 200 filmes.